# 克拉斯诺亚尔斯克航空 (1956年)

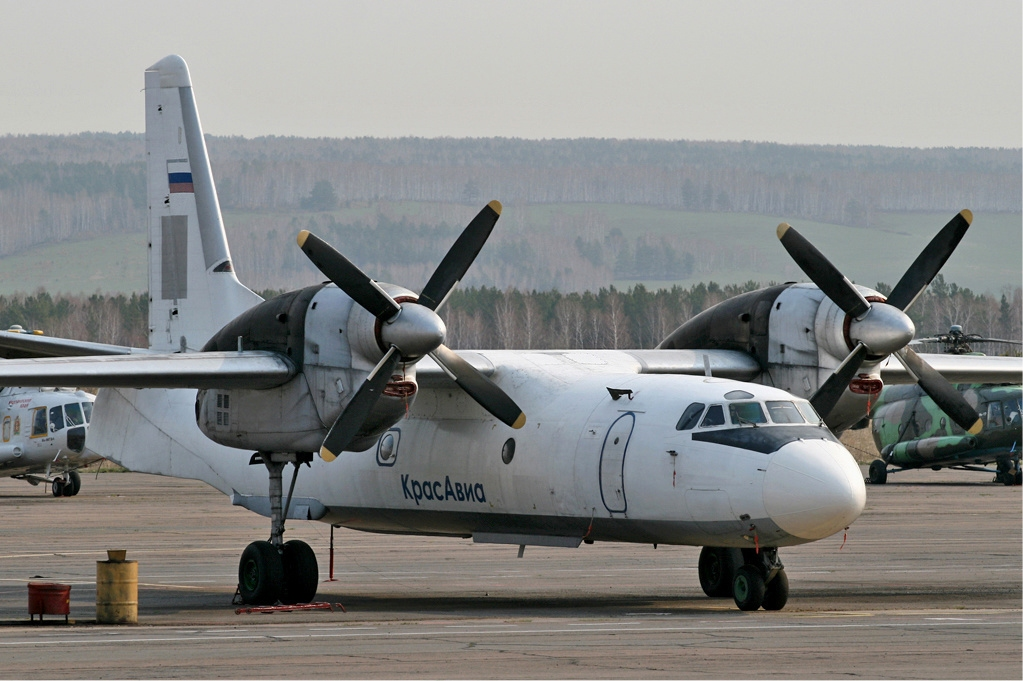
一架克拉斯诺亚尔斯克航空安东诺夫安-32

克拉斯诺亚尔斯克航空（KrasAvia，КрасАвиа）是一家总部位于西伯利亚克拉斯诺亚尔斯克的航空公司。克拉斯诺亚尔斯克航空在1956年成立之初名为图灵航空（Turin Airline），随后于2002年改名为埃文基亚航空（Evenkia Avia），并于2007年最终改为现名。克拉斯诺亚尔斯克航空是俄罗斯最大的区域航空公司，拥有共计44架飞机和直升机。克拉斯诺亚尔斯克航空持有人是克拉斯诺亚尔斯克边疆区政府所持有。